# Clarence (fiume francese)
La Clarence è un fiume del nord della Francia che scorre nei dipartimenti di Passo di Calais e Nord, nella regione Alta Francia, e sfocia nel fiume Lys, quindi è un subaffluente della Schelda. 

## Geografia
La Clarence ha la sua sorgente nella località detta Le Buich nel comune di Sains-lès-Pernes ai margini del villaggio di Sachin (Pas-de-Calais). Essa bagna, nell'ordine da monte a valle, i comuni di Sachin, Pernes, Camblain-Châtelain, Calonne-Ricouart, Marles-les-Mines, Lapugnoy, Chocques, Gonnehem, Robecq, Calonne-sur-la-Lys per sfociare nella Lys all'altezza di Merville dopo un percorso di 32,8 chilometri.

## Affluenti
La Clarence ha due affluenti principali, la Nave (21,9 km), che nasce a Fontaine les Hermans, e il Grand Nocq (11,3 km).